# Matt Devlin
Matt Devlin (* 30. April 1950 in Ardboe, County Tyrone, Nordirland; † 28. Dezember 2005 in Ardboe) war ein Mitglied der Provisional Irish Republican Army (IRA) und nahm an den Hungerstreiks in den Jahren 1980/1981 teil.
Devlin war das zweitgeborene Kind einer Familie mit sechs Kindern. Seine Eltern waren keine Republikaner und sein Vater starb 1973. Er ging in die Rock Primary School. 1967 nahm er eine Arbeit in einer Farm an und er arbeitete auch ein Jahr lang in England. Als er nach Irland zurückkam, nahm er wieder eine Arbeit als Farmer auf. Devlin spielte aktiv im Ardboe Gaelic Football Club mit, wo er 1979 – während seiner Haftzeit – zum Präsidenten gewählt wurde. Um das Jahr 1974 unterstützte er die lokale IRA und wurde 1976 in diese Organisation aufgenommen. Matt Devlin war an zahlreichen Attacken auf britische Militärkräfte und der Royal Ulster Constabulary beteiligt. Devlin wurde im Februar 1977 verhaftet, nachdem er mit Paddy Quinn und einem weiteren IRA-Mitglied einen missglückten Angriff auf britische Soldaten durchgeführt hatte. Daraufhin erfolgte im Oktober 1977 seine Verurteilung zu sieben Jahren Haft und Inhaftierung im H-Block. In seiner Haftzeit beteiligte er sich am Blanket Protest und am Dirty Protest und an beiden Hungerstreiks 1980/1981.
Er spielte eine wesentliche Rolle bis zu seinem Tod Ende 2005 beim Aufbau der Sinn Féin in Westmeath und nahm an einer lokalen Wahl als Kandidat für die Sinn Féin im Jahr 2004 teil, wo er 4,62 % der Stimmen erhielt.